# Dashcam

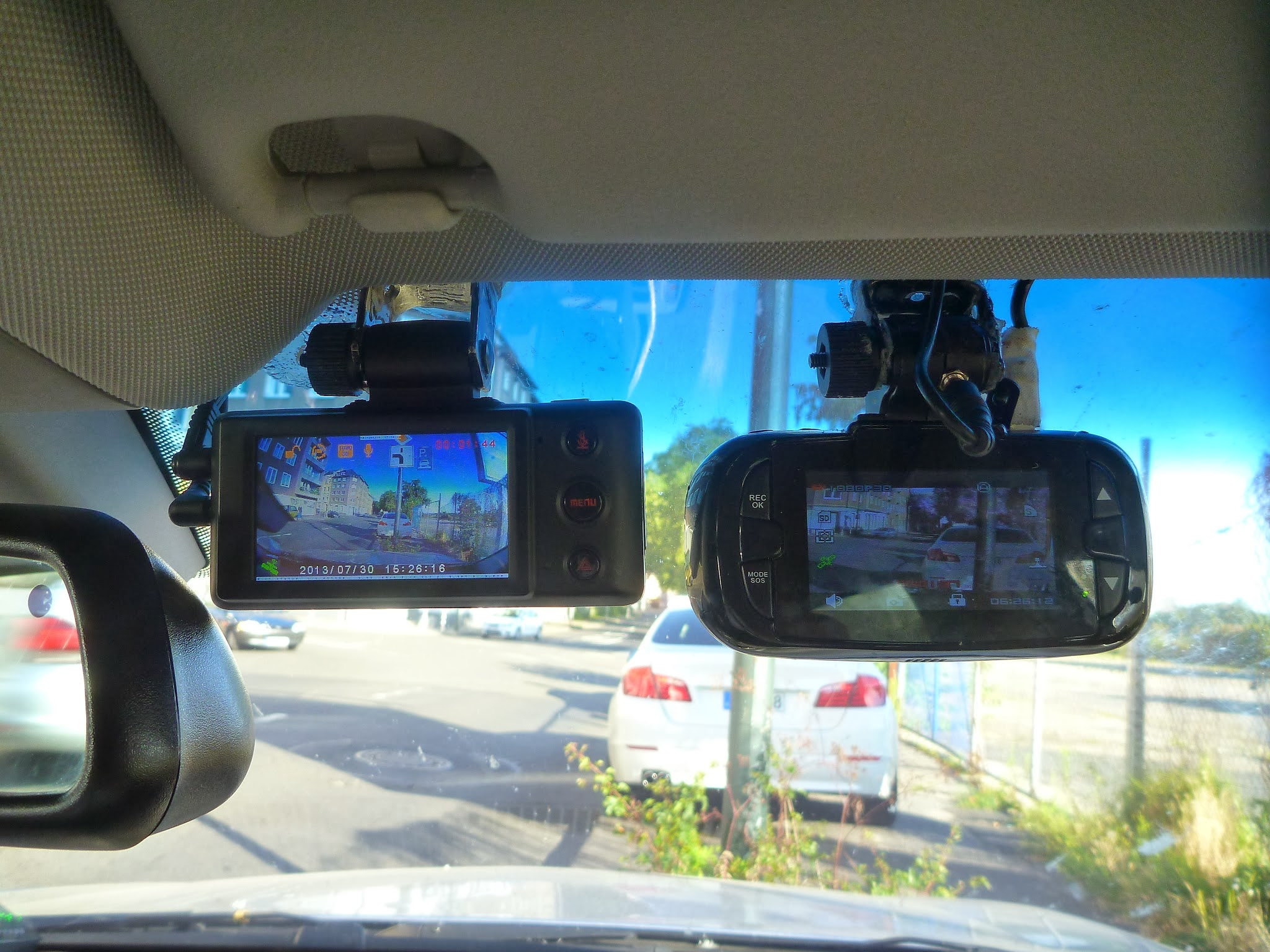
Dashcams mit unterschiedlicher Brennweite

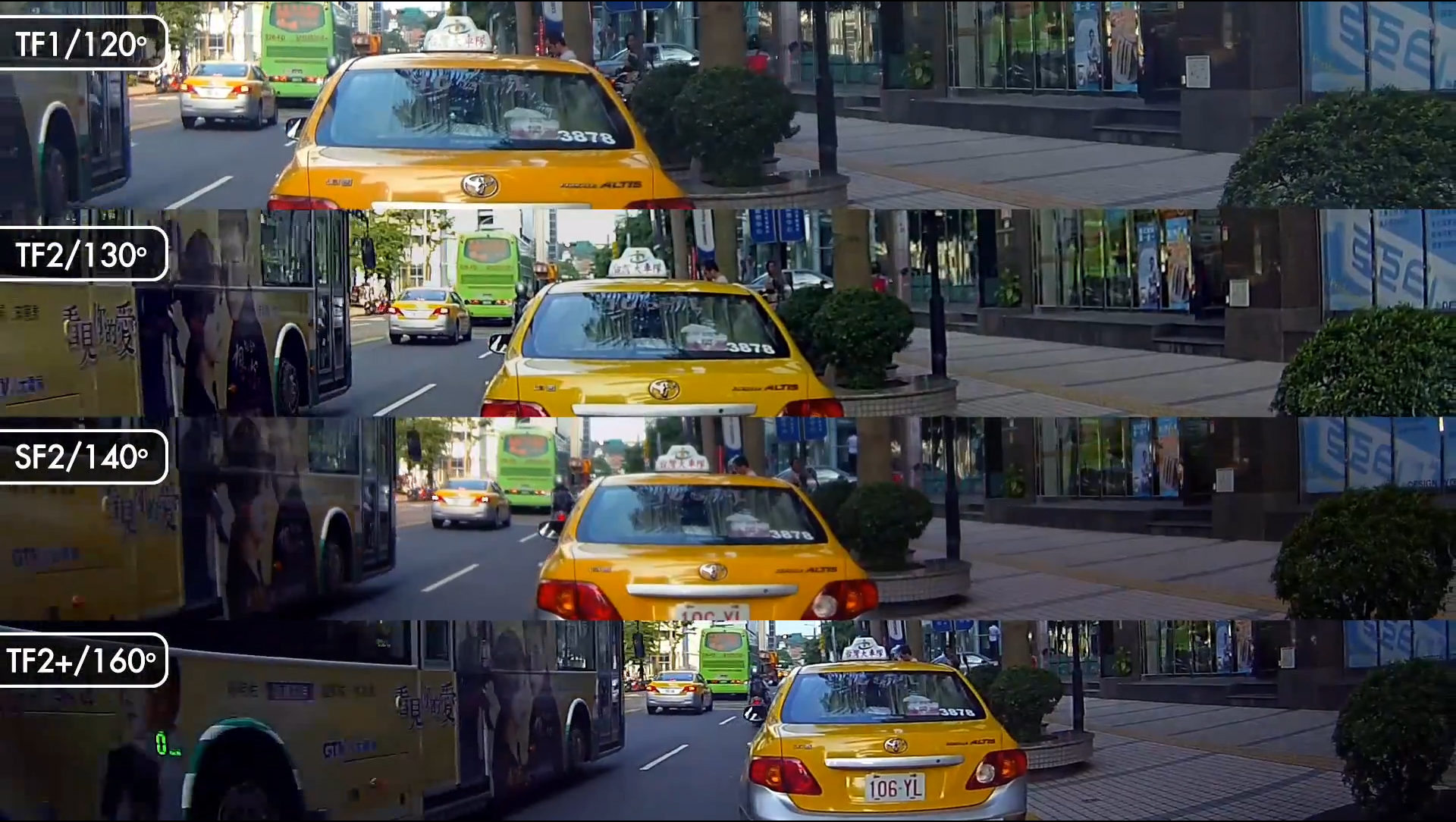
Unterschiede der Weitwinkel-Linsen

Als Dashcam (Abkürzung von englisch dashboard camera, ‚Armaturenbrettkamera‘) wird eine Videokamera bezeichnet, die dazu bestimmt ist während der Fahrt das Verkehrsgeschehen aufzuzeichnen.

## Technik

### Eigenständige Geräte
Die Kamera wird meist am Armaturenbrett oder an der Windschutzscheibe befestigt. Als Befestigungsmaterial werden oft Saugnapfhalterungen oder Klebepads verwendet.
Bei einer Dashcam werden, im Gegensatz zu herkömmlichen Videoaufnahmesystemen, ununterbrochen Aufnahmen in einer Schleife gespeichert. Nach Ablauf einer programmierbaren Zeit oder bei Erreichen des Speicherlimits des Speichermediums werden ältere Aufnahmen überschrieben. Diese Funktion wird oft als Loop-Aufnahme bezeichnet.
Viele Kameras besitzen einen Beschleunigungssensor (G-Sensor), der im Falle eines Unfalls das aktuelle Video mit einem Schreibschutz versieht. Damit wird sichergestellt, dass das Video nicht überschrieben wird. Bei falscher Justierung und einer holprigen Fahrt kann dies jedoch zu ungewollten Auslösern des Schreibschutzes führen. In einigen Autokameras ist der Bewegungssensor ein- sowie ausschaltbar sowie seine Empfindlichkeit regulierbar.
Manche Dashcams verfügen über einen integrierten GPS-Empfänger. Die hieraus ermittelten Daten, die jeweilige Position und die gefahrene Geschwindigkeit, können so je nach Modell direkt in die Aufnahmen eingeblendet oder zur späteren Auswertung genutzt werden.
Es gibt auch Kameras mit Fahrerassistenzsystemen, beispielsweise Spurhalteassistent, Abstandswarner (englisch Front Collision Warning System, kurz FCWS), sowie Verkehrszeichenerkennung. Durch die unmittelbare Anzeige der gefahrenen sowie der zulässigen Geschwindigkeit auf dem rückwärtigen Display können diese Systeme Funktionen ähnlich einem Head-up-Display übernehmen.

### Alternative Systeme
Teilweise eine Alternative zur Dashcam sind sogenannte Dashcam-Apps. Hierbei handelt es sich um eine Softwarelösung in Form einer Mobile App für ein Smartphone mit Kamera, Satellitennavigation und Beschleunigungssensor. Besonders für das Betriebssystem Android und für das iPhone gibt es zahlreiche Dashcam-Apps.
Während Dashcam-Geräte an sich 50 bis 300 Euro kosten, sind viele Dashcam-Apps gratis oder für wenige Euro zu haben. Da Dashcam-Geräte gegenüber Dashcam-Apps in der Regel fest montiert sind und nicht vor jeder Fahrt neu montiert werden, bieten Dashcam-Geräte wie auch dedizierte Navigationsgeräte mehr Bedienkomfort. Zudem sind Smartphone-Kameras meist nicht dafür ausgelegt, eine Nachtfahrt aufzunehmen. Die Videoqualität und der Weitwinkel von neueren Dashcams erreicht einen Blickwinkel von bis zu 160 Grad und ist damit einem Smartphone überlegen. Dashcam-Apps eignen sich eher für spontane Aufnahmen.
Smartphone-Akkus sind temperaturempfindlich. Im Sommer oder bei langem starkem Lichteinfall kann die zulässige Betriebstemperatur überschritten werden. Dies birgt ein Explosionsrisiko. Fest montierte Dashcams enthalten daher zumeist einen weniger temperaturempfindlichen Kondensator.
Als weitere Alternative bieten sich Action-Camcorder an, die dauerhaft über das Bordnetz mit Energie versorgt werden.

## Verwendung
Autofahrer installieren diese Kameras überwiegend, um Verkehrsabläufe zu dokumentieren und so die Frage des Verschuldens von Verkehrsunfällen zu beweisen oder Fehlverhalten anderer Verkehrsteilnehmer zur Anzeige bringen zu können oder zur Dokumentation von Polizeikontrollen. Allerdings kann sich bei einem Eigenverschulden die Dashcam-Aufnahme auch zum Negativen des Besitzers auswirken, da die Polizei je nach Land das Recht besitzt, die Aufnahme sicherzustellen.

## Rechtliche Situation einzelner Länder

### Deutschland
Die Nutzung von Dashcams stellt in Deutschland eine datenschutzrechtliche Grauzone dar, wobei allenfalls anlassbezogene Aufnahmen zulässig sind – „soweit dies zur Wahrung berechtigter Interessen von Verantwortlichen oder Dritten erforderlich ist und sofern nicht die Interessen oder Grundrechte und Grundfreiheiten der betroffenen Person, die den Schutz personenbezogener Daten erfordern, überwiegen“ (vgl. Art. 6 Abs. 1 S. 1 lit. f DS-GVO) – wie bspw. bei einem Unfall. Erschwerend kommt hinzu, dass beim Betrieb den Informationspflichten der Datenschutz-Grundverordnung (Art. 12 ff.) entsprochen werden muss. Dashcams, die das Verkehrsgeschehen dauerhaft aufzeichnen, sind grundsätzlich nicht erlaubt.
Im Mai 2018 erklärte der Bundesgerichtshof in einem Grundsatzurteil die Verwendung von Dashcam-Aufnahmen als Beweismittel vor deutschen Zivilgerichten zur Klärung von Verkehrsunfällen für zulässig. Die Aufnahmen verstießen zwar gegen das Bundesdatenschutzgesetz, da aber Unfallbeteiligte ohnehin Angaben zu Person, Versicherung und Führerschein machen müssten, sei dies nachrangig. Davor war die Rechtsprechung größtenteils uneinheitlich bezüglich der Verwertbarkeit als Beweismittel. Aber auch in neueren Urteilen wird davon abgewichen: So befand das Landgericht Mühlhausen im Mai 2020, dass das Urteil des BGH nach Inkrafttreten der Datenschutz-Grundverordnung „keine Anwendung mehr [findet]“ und folglich die „Aufzeichnungen sog. Dash-Cams ohne die Einwilligung der auf der Aufnahme erkennbaren Personen generell nicht gerichtlich als Beweismittel verwertbar [sind]“.
In der deutschen Bevölkerung selbst war das Meinungsbild über Dashcams im Jahr 2015 uneinheitlich. Laut einer Umfrage im Auftrag des Branchenverbands der deutschen Informations- und Telekommunikationsbranche Bitkom waren 58 Prozent der Meinung, dass Dashcams zur Verkehrssicherheit beitragen würden. 67 Prozent wünschten sich, dass Dashcam-Videos als juristische Beweismittel zugelassen werden. Auf der anderen Seite fanden 54 Prozent, dass Dashcams eine Atmosphäre der Überwachung erzeugen und 45 Prozent fürchteten, die Kameras könnten den Fahrer vom Verkehr ablenken. 26 Prozent fanden, Dashcams würden einen Eingriff in die Privatsphäre anderer Verkehrsteilnehmer darstellen und sollten verboten werden.

### Österreich
In Österreich vertritt die Datenschutzbehörde die Rechtsauffassung, dass Dashcams andere Verkehrsteilnehmer in ihrem Grundrecht auf Datenschutz in unzulässiger Weise beeinträchtigen. Dennoch sind Dashcams nicht gänzlich unzulässig. Ob die Verwendung einer Dashcam im Einzelfall zulässig ist, muss auf Grund folgender Kriterien beurteilt werden:
1. Zweck: Die Dashcam wird eingesetzt, um einen Unfallhergang zu dokumentieren.
2. Örtliche Beschränkung: Der Aufnahmebereich wird auf das Minimum beschränkt, indem die Kamera nach unten geneigt wird.
3. Zeitliche Beschränkung: Es wird nur das zeitlich nötige Ausmaß gespeichert, wobei in bisherigen Entscheidungen wenige Minuten als zulässig erklärt wurden. Die Datenschutzbehörde erachtet es als unzulässig, wenn das laufende Überschreiben älterer Aufnahmen willkürlich durch einen Knopfdruck oder das Ziehen der Speicherkarte unterbrochen werden kann. Zulässig sind Aufzeichnungen, die automatisch ausgelöst werden, wie auf Grund abrupter Fahrmanöver oder eines Aufpralls.
4. Regelmäßige Löschung/Überspeicherung: Daten werden laufend überschrieben, falls kein Unfall passiert ist.
5. Zugriffsbeschränkungen: Das Material wird durch Verschlüsselung oder Zugriffsbeschränkungen geschützt.

Der österreichische Verwaltungsgerichtshof hat das Verbot der Verwendung von Dashcams im Straßenverkehr in der Rechtssache Ro 2015/04/0011 mit Erkenntnis vom 12. September 2016 bestätigt. Dabei bejahte er grundsätzlich die rechtliche Befugnis Privater zur Videoüberwachung (auch) öffentlicher Orte, sofern ein privatrechtliches Rechtsverhältnis des Auftraggebers zum überwachten Objekt oder zur überwachten Person besteht. Diese Voraussetzung sah der VwGH im von ihm zu beurteilenden Fall erfüllt. Ungeachtet des Vorliegens der rechtlichen Befugnis erachtete der VwGH die Videoüberwachung mittels Dashcam jedoch als nicht verhältnismäßig und im Ergebnis als nicht zulässig. Inwieweit jedoch der mittels Dashcam-Videoüberwachung erlangte Beweis verwertet werden darf, ist derzeit noch nicht geklärt.
In einem Erkenntnis vom 12. Mai 2023 verurteilte das Bundesverwaltungsgericht einen Autofahrer, dessen Dashcam ohne Anlass dauernd Bilder mit einem weiten Aufnahmewinkel anfertigte. Das BVwG erkannte mit Verweis auf ein Prüfschema des Europäischen Gerichtshofs, dass folgende Voraussetzungen für eine Aufnahme erfüllt sein müssen: 
1. Vorliegen eines berechtigten Interesses, das von dem für die Verarbeitung Verantwortlichen oder von dem bzw. den Dritten wahrgenommen wird, denen die Daten übermittelt werden,
2. Erforderlichkeit der Verarbeitung der personenbezogenen Daten zur Verwirklichung des berechtigten Interesses und
3. kein Überwiegen der Grundrechte und Grundfreiheiten der betroffenen Person.[12]

In einem Erkenntnis vom 25. Oktober 2022 hob das BVwG hingegen einen Strafbescheid gegen einen Autofahrer auf, der eine 3-minütige Videoaufzeichnung eines Verkehrsunfalls anfertigte. Das BVwG stellte Folgendes fest: „Dass dem Beschwerdeführer an der Dokumentation eines konkreten Unfallgeschehens zum Zweck der Geltendmachung von Rechtsansprüchen ein berechtigtes Interesse zukommt, kann nicht in Zweifel gezogen werden. Demgegenüber tritt das Interesse des anderen Unfalllenkers, aber auch der anderen Straßenverkehrsteilnehmer an der Geheimhaltung von Daten, welche einen Beitrag zur Aufklärung eines allenfalls ordnungswidrigen Verhaltens liefern können, in den Hintergrund.“ Ebenso erklärte das BVwG eine Dashcam-Aufnahme für zulässig, die auf Grund des Verdachts einer Straftat angefertigt und an die Staatsanwaltschaft als Beweismittel weiterleitet wurde.

### Schweiz
Laut Digitec war die Nachfrage nach Dashcams im Sommer 2013 noch „gering, jedoch stark steigend“.
Das Bundesamt für Strassen sieht in Dashcams keinen Verstoß gegen das Strassenverkehrsrecht, solange „die Kamera das Sichtfeld des Lenkers nicht einschränkt und er die Kamera während der Fahrt nicht bedient.“ Demgegenüber sieht man im Amt des Eidgenössischen Datenschutz- und Öffentlichkeitsbeauftragten eine Verletzung des Datenschutzgesetzes, da bei Dashcam-Aufnahmen unweigerlich auch Personen zu erkennen sind und diese im Rahmen der vorgeschriebenen Transparenz nicht vorweg informiert werden. Aus diesem Grund veröffentlichte das Amt im Juli 2013 eine Erläuterung mit der Empfehlung, auf Dashcams zu verzichten. Das Bundesgericht entschied im Oktober 2019, dass Dashcam-Aufnahmen nicht als Beweis bei einem Verkehrsdelikt zugelassen sind, weil die Aufnahmen heimlich gemacht werden, und ließ offen, ob Aufnahmen bei schweren Straftaten verwertet werden dürfen.
Für die Versicherung AXA Winterthur stellen Unfalldatenspeicher eine „bessere Alternative“ dar, da Dashcams nur ein „eingeschränktes Sichtfeld“ liefern würden.

### Russische Föderation
In Russland ist der Einsatz von Dashcams sehr weit verbreitet. Daraus resultierende skurrile oder drastische Aufzeichnungen wurden zum Internetphänomen. Besonders Dashcam-Aufnahmen vom Meteor von Tscheljabinsk 2013 haben dazu beigetragen.
Zu den Gründen für die hohe Verbreitung werden häufige Unfallfluchten, korrupte Verkehrspolizei und vorgetäuschte oder provozierte Unfälle von Erpresserbanden gezählt. Aufnahmen von Dashcams wurden vor russischen Gerichten als Beweis akzeptiert und werden durch niedrigere Haftpflicht-Versicherungsprämien attraktiv.

### Großbritannien
Die Nutzung von Dashcams ist gesetzlich zulässig. Einzelne Kfz-Versicherungen bieten Rabatte an, wenn der Versicherungsnehmer eine Dashcam installiert.